# Bitka za Nuštar
Odlučujuća bitka za Nuštar, velikom selu između Vinkovaca i Vukovara, u Domovinskom ratu dogodila se 5. listopada 1991. godine. Svakodnevni napadi na selo počeli su još u srpnju danonoćnim granatiranjem te je Nuštar kroz nekoliko mjeseci skoro potpuno spaljen i razrušen. Unatoč tome Nuštar nikada nije pao, a malobrojni i slabo naoružani branitelji uporno su odbijali kontinuirane napade. Uz to uspjevali su i pružati pomoć Vukovaru u oružju i ljudstvu, sve do presijecanja tzv. kukuruznog puta i pada Marinaca 1. listopada 1991. Ono je dugo bilo dio jedine slobodne ceste Vinkovci – Nuštar – Marinci – Bogdanovci – Vukovar. Padom Marinaca cesta je presječena, a Vukovar dolazi u okruženje.
Nakon pada obližnjeg Cerića 2. listopada 1991. godine, obruč oko Nuštra se sve više stezao te su snage JNA i srpskih paravojnih postrojbi krenule u odlučujući napad. U popodnevnim satima 3. listopada napad je počeo tenkovskim udarom iz smjera Marinaca. Agresori su se uspjeli probiti sve do centra sela, odakle su iste večeri izbačeni uz velike gubitke. Nakon pregrupiranja JNA je spomenutog 5. listopada zasula Nuštar teškim projektilima iz svih raspoloživih sredstava (bačena je čak i aerosolna bomba). Nakon toga na selo je krenula 252. oklopna brigada iz Kraljeva ojačana paravojnim postrojbama, a branilo ga je oko 250 domaćih pripadnika ZNG-a i policije, te 150 pripadnika raznih drugih postrojbi. Napad se odvijao iz smjera Marinaca, Henrikovaca i Cerića, a žestoke borbe počele su se voditi već na prilazima selu. Nakon teških borbi JNA i četnici su se tijekom poslijepodneva probili do centra sela, da bi konačno bili zaustavljeni kod crkve Duha Svetoga. U bitku su se tada uključila dva hrvatska tenka T-55 te je uslijedio žestoki protuudar. Neprijatelji su do kraja dana izbačeni iz sela, a branitelji su vratili prvotne položaje. Nakon toga dana neprijatelj više nikada nije ušao u Nuštar, unatoč još nekoliko pokušaja.
Istoga dana žestoko su granatirani i Vukovar, u kojem je pogođena bolnica, te obližnja sela – Lužac, Bogdanovci i Borovo naselje.

## U filmu
O nuštarskoj bitci snimljeno je nekoliko dokumentarnih filmova (Nuštar – zaboravljena bitka čiji su tvorci scenarist Juraj Hrvoje Bičanić i redatelj, snimatelj i scenarist Darko Bušnja
) i već dugo se godina priprema snimanje igranog filma po scenariju zasnovanog na knjizi heroja obrane Nuštra Mirka Adžage Vatrene ulice – četiri dana, gdje su literarno i dokumentaristički opisana četiri dana listopada 1991. godine kad su tenkovske jedinice agresora bile osvojile pola naselja.

## Vanjske poveznice
- http://povijest.hr/nadanasnjidan/odlucujuca-bitka-za-nustar-1991/
- https://narod.hr/kultura/5-listopada-1991-nustar-legendarna-tenkovska-bitka-vrata-vinkovaca
- https://kamenjar.com/bitka-za-nustar-zaboravljena-bitka-domovinskog-rata-2/